# Ciampa cuneifera
Ciampa cuneifera là một loài bướm đêm trong họ Geometridae.